# 財主底兒女們
《財主底兒女們》是中國現代小說家路翎的代表作，出版于1946-1948年，是七月派小說中成就較高的一部。20萬字的《財主底兒女們》初稿作於1940— 1941年間，但在太平洋戰爭爆發後遺失。現版本是1942年重寫的。全書長達80餘萬字，上部下部分別於1945年1948年出版。胡風曾為該書作序說“時間將會證明，《財主底兒女們》的出版是中國文學史上一個重大勝利。”

## 情節
蔣捷三是蘇州最富有的人之一，他在京滬沿線許多地方擁有龐大的房地產，而在蘇州的那座巨大的、園林式的豪宅裡也收藏著不少的珠寶和古玩。蔣捷三有四個女兒：蔣淑珍、蔣淑華、蔣淑媛、蔣秀菊，還有三個兒子：蔣蔚祖、蔣少祖和蔣純祖。他們有的已經成家，有的還在念中學。表面看來，蔣家的人們都聰明、俊秀，而且溫柔多情，相互親愛，其實骨子裡都十分自私和傲慢。在這些子女中，蔣少祖最受人們的矚目。 
蔣少祖16歲便離家到上海讀書，在接受了當時的新思想熏陶之後，他與父親決裂，成為蔣家叛逆的兒子。當時，他還只是個單純的青年，在還沒有明白什麼是政治之前，就身不由己地捲入了政治活動，並由此養成了對政治的興趣和雄心。大學畢業後，他和朋友們一起辦報紙，後來，環境變得有些灰暗，他就跑到日本，在濃厚的憂鬱中，他與同學陳景惠結了婚。然而，婚後他又覺得陳景惠雖然樸素而善良，卻並不能理解他對事業的渴望，他陷入了深深的苦惱。 
九一八事變的前半年，蔣少祖回到上海，把家庭生活的破碎的幻想拋開，開始了他的活動，接近了社會民主黨，想努力成為一個政治家。但他覺得社會民主黨裡的人都很平庸，難有什麼大的作為，而他自己則需要激烈、自由和優秀的個人英雄主義。 一·二八抗戰剛剛爆發時，他頗興奮了一陣，熱情地希望在戰爭裡能夠有所成就，但很快就發現無法達到目的，加之看到了戰爭中的一些混亂、投機、出賣，熱情很快就被澆滅。他看不起所有的人，認為自己是一個自由的、單獨地為理想奮鬥的人。為了擺脫內心的孤獨，他與年輕熱情的女郎發生了暖昧關係，導致女郎懷孕。在家庭和社會的強大壓力下，女郎被迫殺死了剛剛誕生的嬰兒。蔣少祖開始也感到內疚，但很快，自私和傲慢在心中佔了上風，他覺得自己其實也沒什麼責任。 
蔣少祖在上海與金融界和政府官員往來，擴大自己的社交圈子，成為報刊主筆，在社會上日益擴大了知名度，受到許多人的賞識。他逐漸覺得與周圍的環境越來越和諧，年輕時的激烈真是幼稚得可笑。他開始精明地計算金錢。在發覺兄弟姐妹們正在紐印父親龐大的家產時，他匆匆趕回蘇州，與父親和解，並得到一筆可觀的財產。 
蔣蔚祖的精明厲害的妻子首先發難，強行奪取了蔣家大部分家產，引起蔣家兒女激烈的反應，一場財產爭奪戰拉開了帳幕。結果蔣捷三被氣死，蔣蔚祖被逼瘋後跳入長江，而蔣家兒女間相互親愛的面紗也被撕得粉碎。他們瓜分了財產，各自暴露出赤裸裸的自私面目。久病而孤高的蔣淑華經受不起這個沉重的打擊，迅速衰弱死去。 
正在讀中學的、不知世事的蔣純祖目睹這一切，精神上十分痛苦，他覺得家裡的一切都代表著陰暗和苦悶。他憎惡所處的苦悶的現實生活，一度產生了毀滅的、孤獨的、悲涼的思想，甚至想到自殺。這時八一三戰役爆發，民族戰爭的空前熱烈的氣氛拯救了蔣純祖，重新激動起他年輕的心。就在蔣少祖等人紛紛撤離南京退往漢口的時候，蔣純祖卻前往上海，到上海前線做後勤工作。 
上海陷落了，中國軍隊開始了江淮平原上前所未有的大潰退，日軍步步遏進，局面一片混亂。蔣純祖和一切熟悉的人們失去了聯絡，疾速地向著南京逃亡，然後又精疲力竭地裹挾在無盡的難民和車輛中逃出南京，沿江向上游逃竄。他加入了一個散兵團伙，目睹了人民的苦難。 
蔣純祖的哥哥和姐姐們仍舊過著平庸、沉悶、無聊的生活，他們只關心著自己的一點利益，對國家大事卻抱著輕蔑和麻木不仁的態度。聽到蔣淑華丈夫已經戰死的消息後，蔣淑暖和蔣少祖居然為了推卸對孤兒的撫養責任發生了爭吵。蔣純祖大失所望，他與哥哥姐姐們精神上的裂痕越來越大，而這些人對蔣純祖的“浮躁”也越來越不滿。 
蔣純祖進入了一個救亡團體，他漸漸熟悉了武漢，熟悉了他周圍的人們。他先是加入了一個合唱隊，繼而又投身於一個演劇隊，出發到重慶去做抗日宣傳。不過，蔣純祖雖然參加了抗日活動，但他只關心一件事，就是希望在目前的新的一切裡成為英雄，享受光榮，所以他仍舊擺脫不掉失望與苦悶。他試圖通過戀愛來獲取安慰，與演劇隊女演員高韻發生了性關係，結果只是陷入更深的苦惱和恐懼。 
不久，演劇隊解散，蔣純祖決定到鄉下去，到朋友辦的一所小學去教書，做些實際的工作。但他很快又失望了。儘管他擔任了校長，對包圍在學校周圍的濃重的黑暗的社會空氣仍然毫無辦法。他試圖以高傲來抵抗當地鄙吝的土紳的壓迫，然而也只能是勉強掙扎。他得了重病，在無助中尋求同校女教師萬同華的愛情的撫慰，又出於傲慢而與她分手。他身心疲憊地回到重慶，發現蔣少祖已經成為一個擁有土地莊園的官僚地主，過起了“性本愛丘山”的疏懶的生活。在兄弟間相互交換了鄙視之後，蔣純祖終於又離開重慶，掙扎著到鄉下，死在萬同華的懷抱裡。